# Dorothy and the Scarecrow in Oz
Dorothy and the Scarecrow in Oz è un cortometraggio muto del 1910 diretto da Otis Turner: fa parte della serie di film che la Selig Polyscope dedicò ai personaggi creati da L. Frank Baum e al mondo di Oz. La sceneggiatura del film è tratta dai romanzi The Wonderful Wizard of Oz, The Marvelous Land of Oz e Dorothy and the Wizard in Oz.

## Trama
La ragazzina Dorothy Gale si ritrova per un sortilegio di una strega nel meraviglioso mondo di Oz, governato da un potente mago ma anche da una cattiva strega. La bambina decide di andare alla corte di questo mago per cercare un modo per ritornare sulla Terra e da sua madre. Durante il tragitto la accompagneranno tre strani ma buoni personaggi: uno spaventapasseri ambulante, un taglialegna di latta e un leone fifone. Anche loro stanno andando dal mago di Oz per risolvere i loro problemi vesto che lo spaventapasseri avrebbe bisogno di un cervello per ragionare come un uomo, il taglialegna un cuore visto che no è fatto nemmeno di carne e ossa e per ultimo il leone che vorrebbe avere più coraggio in quanto è il re del bosco ma senza spina dorsale. Tuttavia una strega, la stessa che ha trasportato Dorothy nel mondo di Oz, cercherà di catturarla e ucciderla.

## Produzione
Il film fu prodotto dalla Selig Polyscope Company

## Distribuzione
Distribuito dalla Selig Polyscope Company, il film - un cortometraggio in una bobina - uscì nelle sale cinematografiche statunitensi il 14 aprile 1910. In Germania, il titolo venne tradotto letteralmente in Dorothy und Vogelscheuche in Oz.